# Kneževo (Brus)
Kneževo (Servisch cyrillisch Кнежево) is een plaats in de Servische gemeente Brus. De plaats telt 60 inwoners (2002).